# Elbtalkessel

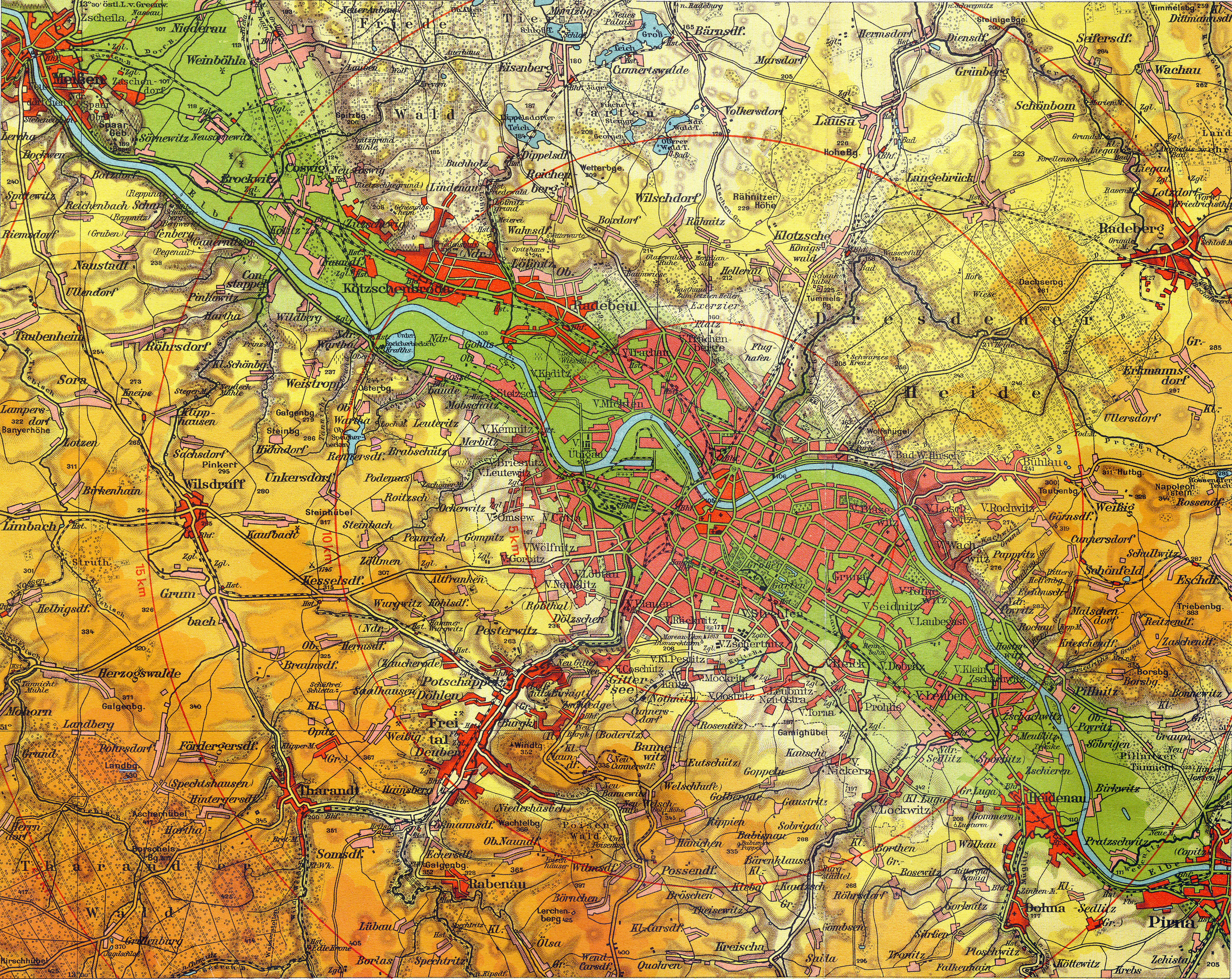
Elbtalkessel zwischen Pirna und Meißen um 1930 (Lange-Diercke – Sächsischer Schulatlas)

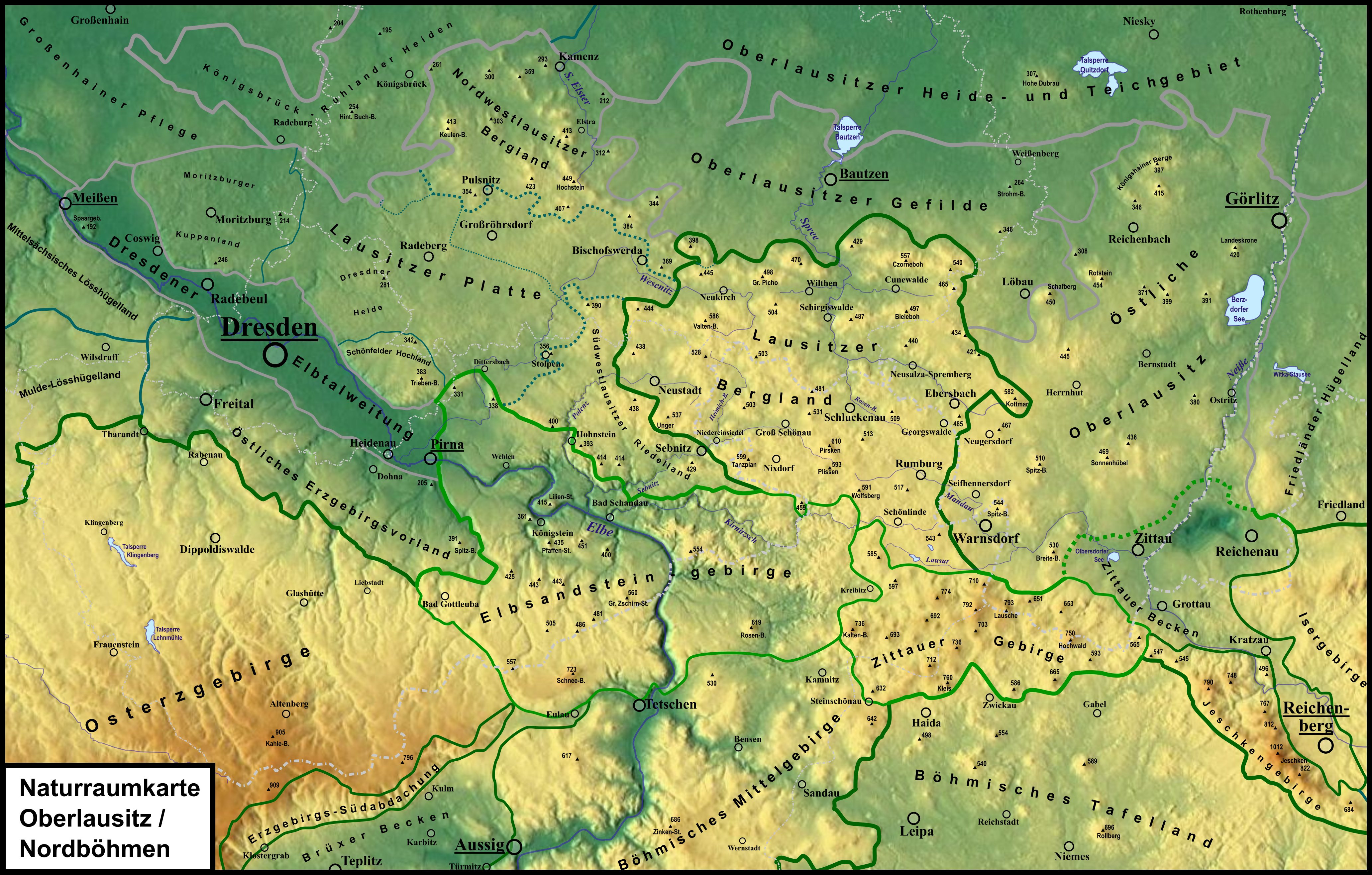
Naturraumkarte mit der Dresdner Elbtalweitung

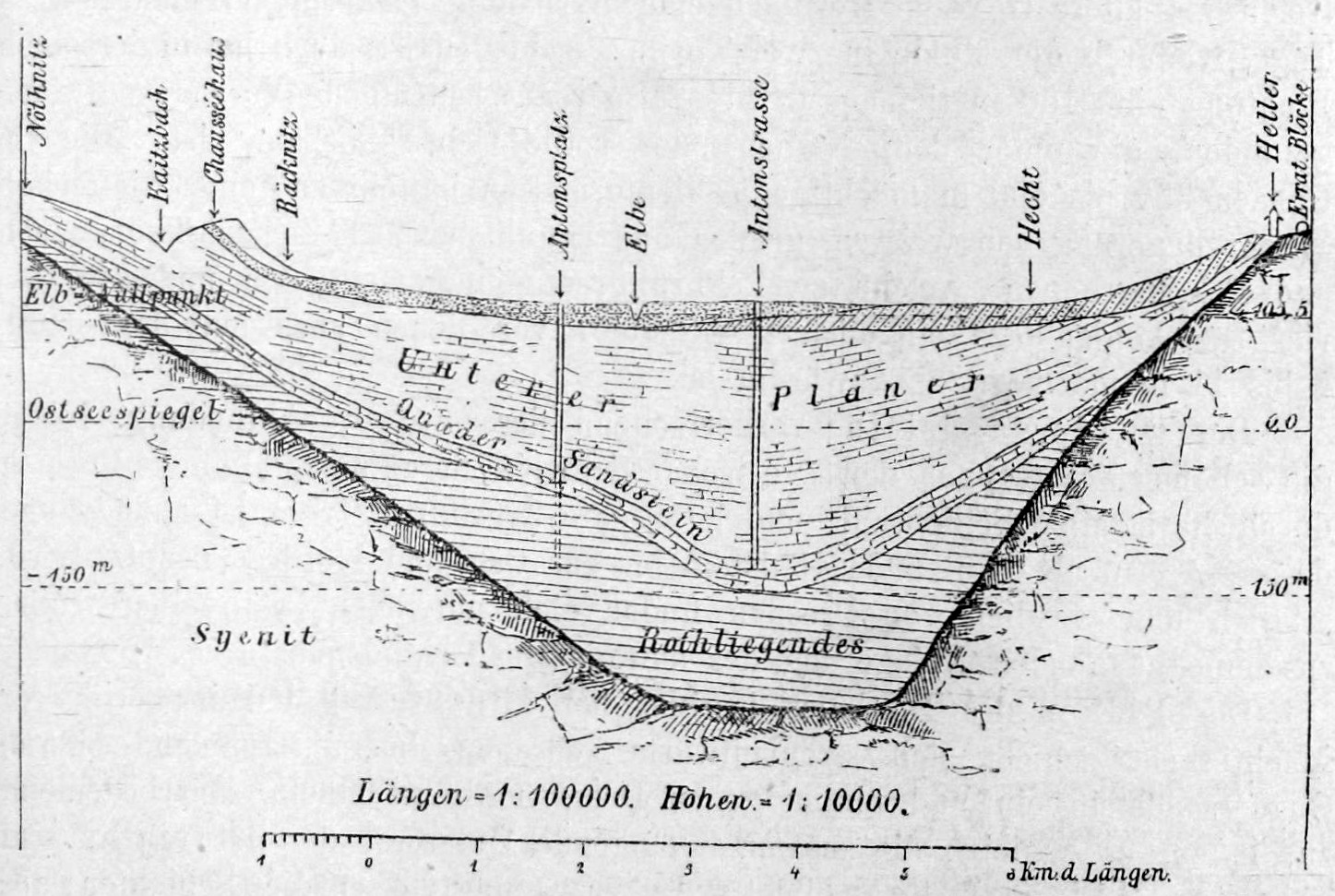
Profil durch den Elbtalkessel, 10-fach überhöht

Der (Dresdner) Elbtalkessel (auch: Dresdner Elbtalweitung oder oft nur Elbtal (siehe Begriffsklärung Elbtal)) ist eine 45 km lange und 10 km breite Aufweitung des Elbe-Tals zwischen den Städten Pirna und Meißen, in der die Stadt Dresden liegt.

## Geographie
Der Elbtalkessel wird von den Ausläufern und Flanken des Osterzgebirges ins Lommatzscher Lösshügelland, denen des Lausitzer Berglandes ins Westlausitzer Hügel- und Bergland und der Nordwestabdachung der Sächsischen Schweiz gebildet. Er stellt geologisch eine Bruchzone (Elbezone) dar und wird von der Elbe als wichtigstem Fluss stark mäandrierend durchflossen. Die Region ist klimatisch gegenüber den benachbarten Gebieten begünstigt, so dass an Südhängen der Berge Weinbau möglich ist (Sächsische Weinstraße). Darüber hinaus wird intensiver Obstbau betrieben. Das Talklima ist deutlich trockener (mittlerer Jahresniederschlag unter 700 mm) und wärmer (Jahresmittelwert der Lufttemperatur 8,5 °C, im Stadtzentrum Dresden 10,4 °C) als das Klima im umliegenden Hochland.
Der Elbtalkessel wird nahezu vollständig vom Ballungsraum Dresden ausgefüllt, die wichtigsten Städte sind (aufgezählt in Fließrichtung der Elbe):

Pirna - Heidenau - Dresden - Radebeul - Coswig (Sachsen) - Meißen

## Geschichte
Das Gebiet des Elbtalkessels wurde der fruchtbaren Böden (Löss) und des bequemen Flussüberganges wegen bereits früh besiedelt und konnte kulturhistorisch eine weltweit geschätzte Bedeutung erlangen. Die flussnahen Teile des Tals waren angesichts ihres kulturellen und landschaftlichen Reichtums im Zeitraum 2004–2009 als Welterbe Dresdner Elbtal Bestandteil des Weltkulturerbes der UNESCO.
Zu DDR-Zeiten wurde der Kessel scherzhaft Tal der Ahnungslosen genannt, da der Empfang westdeutscher Fernsehsender in ihm erst in den späten 1980er Jahren, und auch dann nur in ausgewählten, überwiegend sich auf den Elbtalhöhen erstreckenden Wohngebieten, möglich war.

## Bilder

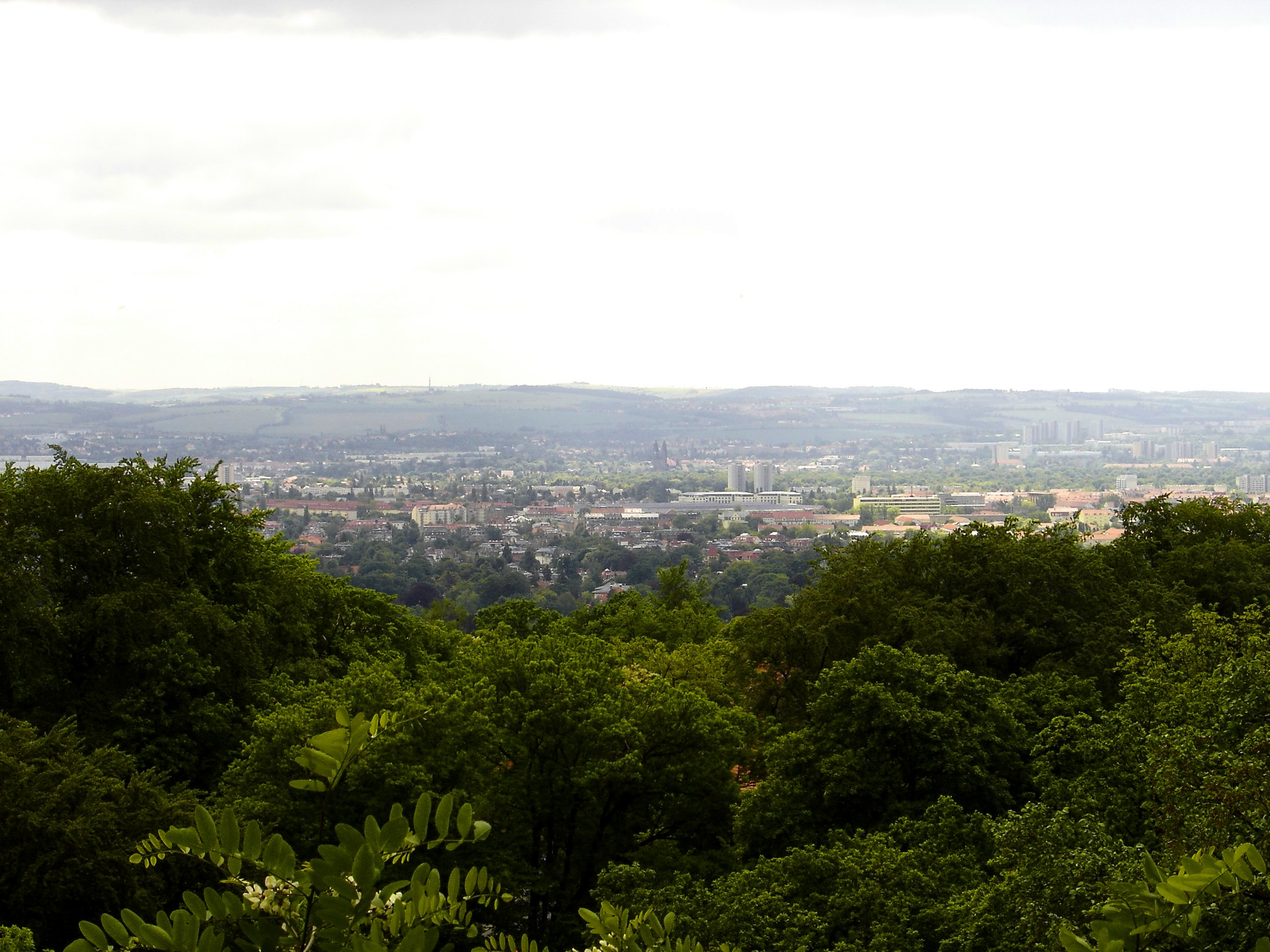
Blick vom Mordgrund in der Dresdner Heide über östliche Stadtteile nahe der Altstadt
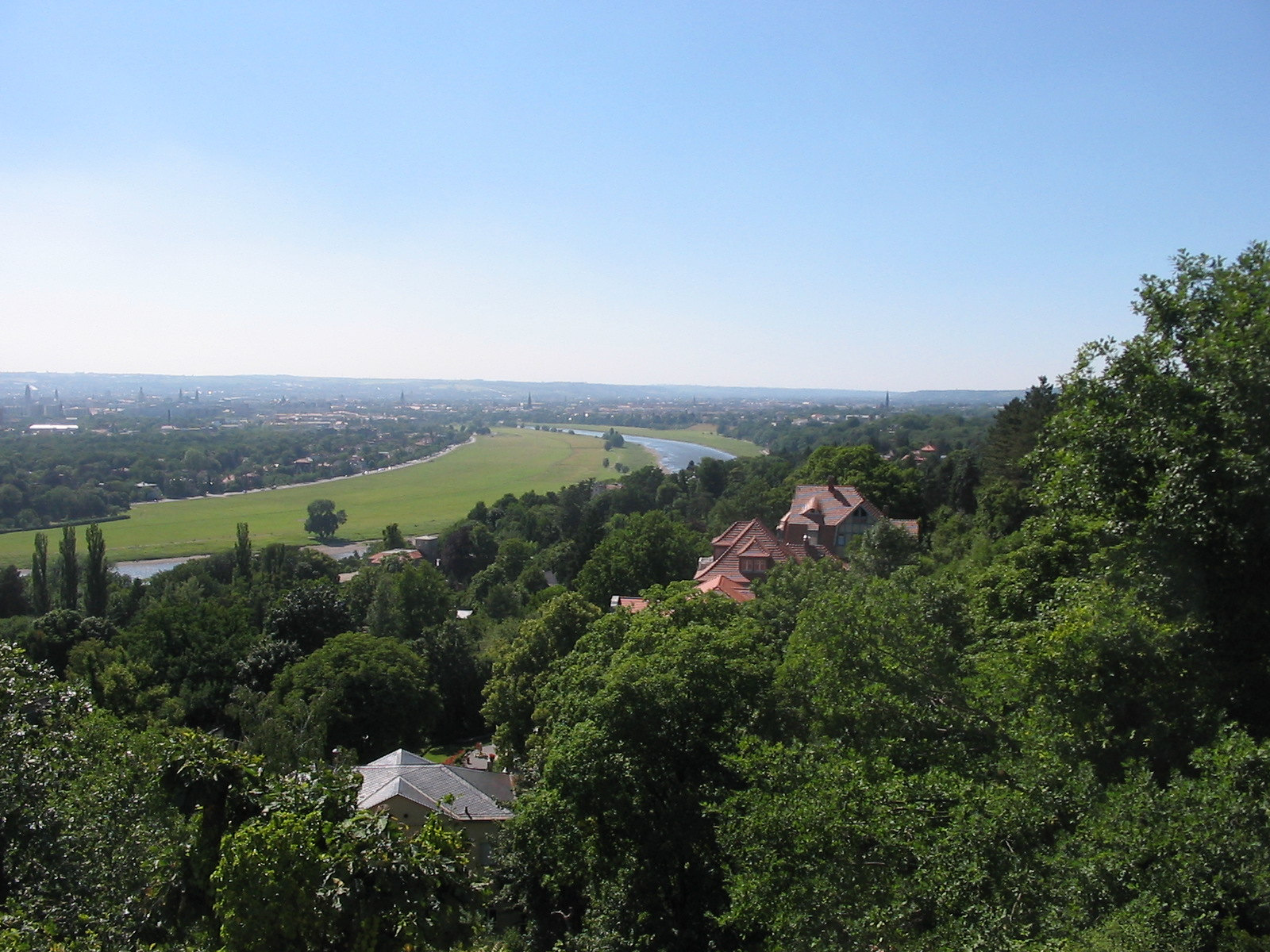
Blick auf Dresden vom Luisenhof am nördlichen Elbhang
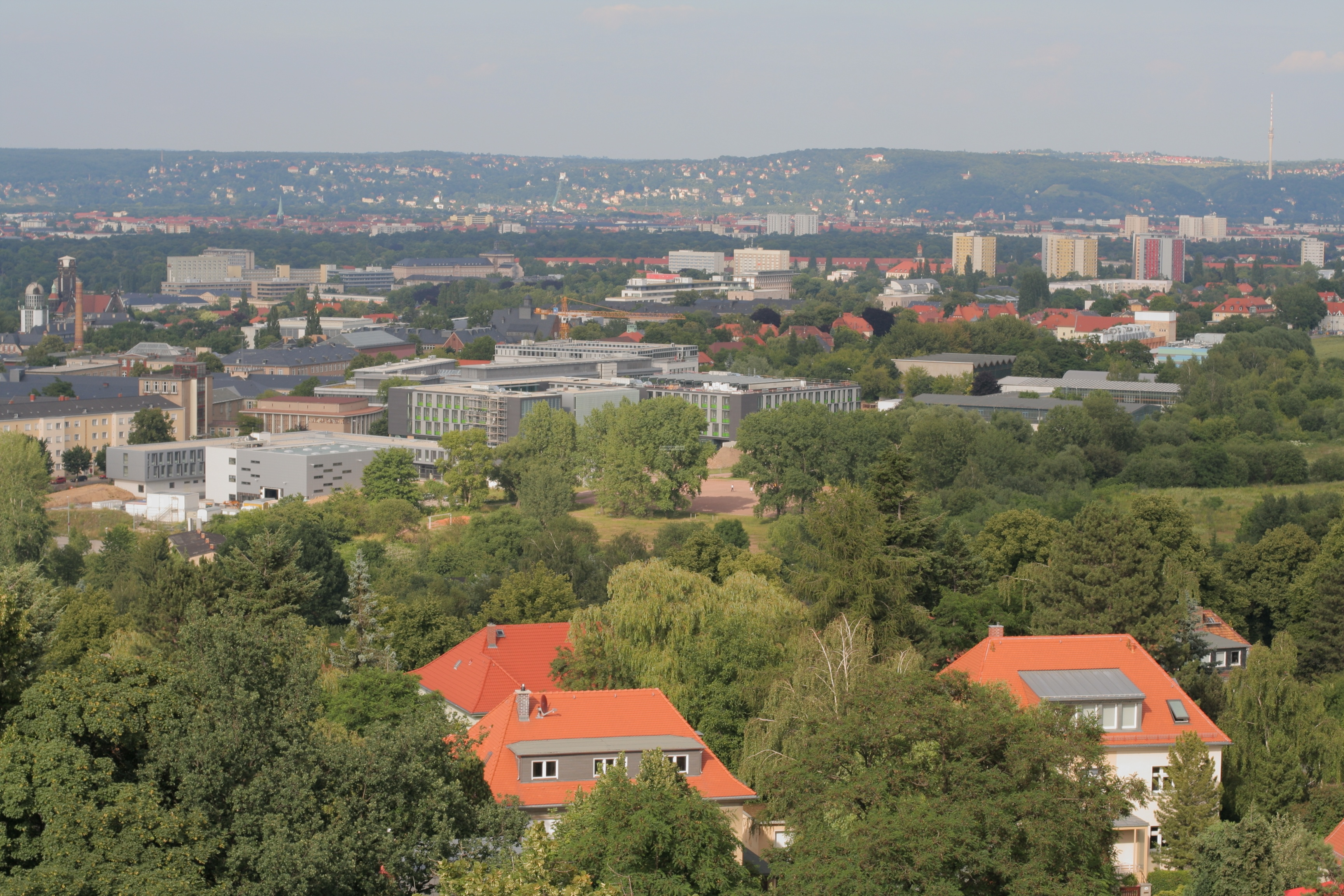
Blick vom Fichteturm am Hang des südlich gelegenen Stadtteils Plauen
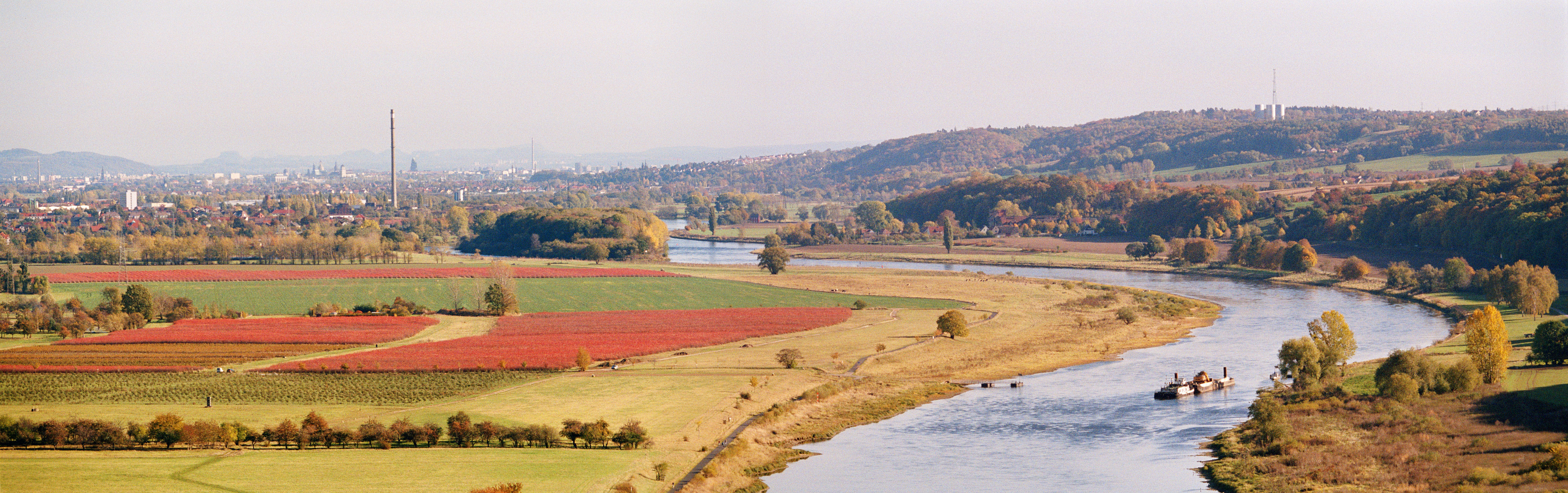
Blick von der Bosel bei Meißen in Richtung Dresden und Sächsische Schweiz
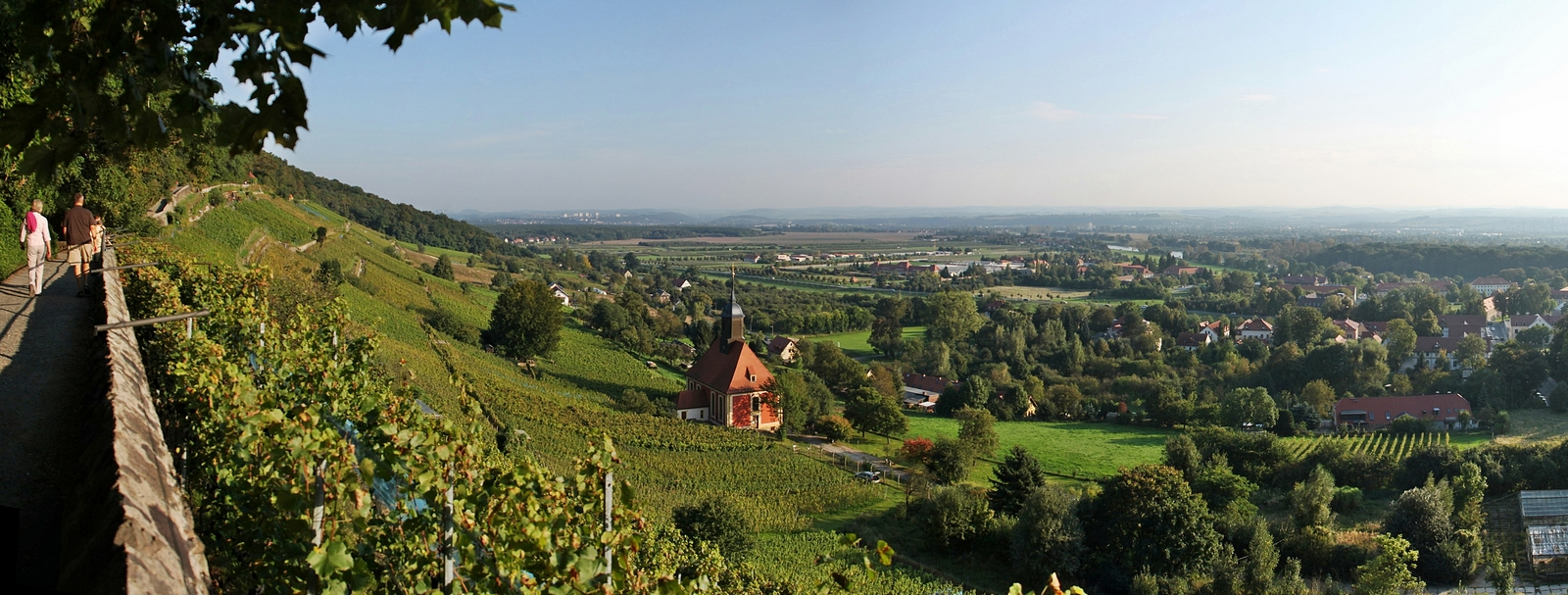
Pillnitz: Blick vom „Leitenweg“ über den „Königlichen Weinberg“ ins Elbtal